# Triphleba gracilis
Triphleba gracilis är en tvåvingeart som först beskrevs av Wood 1907.  Triphleba gracilis ingår i släktet Triphleba och familjen puckelflugor. Arten är reproducerande i Sverige. Inga underarter finns listade i Catalogue of Life.